# Félix García Casas
Félix Manuel García Casas (Madrid, 29 dicembre 1968) è un dirigente sportivo ed ex ciclista su strada spagnolo, professionista dal 1993 al 2003.

## Carriera
Passato professionista con la Artiach, nel 1993 partecipa alle prime importanti corse fra cui la Vuelta a España. La stagione successiva comincia ad ottenere risultati significativi, mettendo in mostra le sue buone doti di scalatore, nelle brevi corse a tappe spagnole e salendo sul podio, al terzo posto, sia della Vuelta a Asturias che della Escalada a Montjuich. Nel 1995 vince la sua prima gara fra i professionisti, una prova in linea del panorama spagnolo.
Nel 1996 passa alla Festina-Lotus con cui vince subito una tappa alla Vuelta a Chile che concluderà al terzo posto, e con cui negli anni successivi, parteciperà al Tour de France, al Giro d'Italia ed alla Vuelta a España con il ruolo di gregario, in appoggio di volta in volta dei vari capitani come Christophe Moreau, Richard Virenque Joseba Beloki, Ángel Casero, Wladimir Belli, Alex Zülle e Laurent Dufaux, ma dove al contempo riuscirà spesso a realizzare buone classifiche generali ed ottenere di tanto in tanto discreti piazzamenti di tappa.
Nel 1997 realizza buone prestazioni sia in Europa, come il sesto posto al Tour de Suisse, che oltreoceano, dove si aggiudica di nuovo una tappa alla Vuelta a Chile, oltre al secondo posto nella generale dietro il compagno di squadra Patrice Halgand e al terzo alla Vuelta y Ruta de Mexico. Partecipa quindi ai campionati del mondo di San Sebastián, che conclude, anche se nelle posizioni di rincalzo. Nel 2001 sfiora il successo al Tour de Romandie, chiudendo l'importante corsa a tappe elvetica al secondo posto della generale dietro a Dario Frigo dopo un'intensa lotta fin dal prologo iniziale.
Nel 2002 passa alla BigMat-Auber 93, formazione francese minore, con la quale però partecipa per la prima volta alla Vuelta a España con i gradi di capitano. In questa veste riesce a realizzare ottime prestazioni chiudendo all'ottavo posto la corsa e in più occasioni nei primi dieci di giornata, sfiorando il successo pieno nella quinta tappa, preceduto di pochi secondi da Guido Trentin. In stagione sale anche sul podio dell'Escalada a Montjuich, battuto dall'ex compagno di squadra Beloki. Il 2003 è il suo ultimo anno di carriera: in maglia Coast/Bianchi torna al ruolo di gregario, partecipando sia al Tour de France, dove è l'ultimo o il penultimo uomo di Jan Ullrich nelle tappe di montagna, che alla Vuelta a España, e ottenendo come migliori prestazioni personali il settimo posto nella classifica generale del Giro del Trentino nelle prove a tappe ed il terzo al Luk Cup Bühl in quelle in linea.
Dopo il ritiro, nel 2021 assume la carica di direttore sportivo del ProTeam italo-spagnolo Eolo-Kometa.

## Palmarès
- 1991 (Dilettanti)

Classifica generale Vuelta a Goierri
- 1992 (Dilettanti)

Classifica generale Vuelta a Palencia
- 1993 (Artiach, una vittoria)

5ª tappa Volta a Portugal do Futuro
- 1995 (Artiach, una vittoria)

Trofeo Comunidad Foral de Navarra
- 1996 (Festina, una vittoria)

1ª tappa Vuelta a Chile (Santiago del Cile > Rancagua)
- 1997 (Festina, una vittoria)

1ª tappa Vuelta a Chile (La Serena > Ovalle)

### Altri successi
- 1997 (Festina)

Classifica scalatori Vuelta a Chile

## Piazzamenti

### Grandi Giri
- Giro d'Italia

1996: 17º
1997: 12º
1998: 37º
- Tour de France

1996: 48º
2000: 14º
2001: 37º
2003: 23º
- Vuelta a España

1993: 80º
1994: 21º
1995: 12º
1997: 13º
1998: 19º
1999: 17º
2000: 21º
2001: 15º
2002: 8º
2003: 33º

### Classiche monumento
- Milano-Sanremo

2000: 157º
- Liegi-Bastogne-Liegi

1996: 28º
- Giro di Lombardia

1998: 14º
1999: 23º
2003: 14º

### Competizioni mondiali
- Campionati del mondo

San Sebastián 1997 - In linea Elite: 45º
Valkenburg 1998 - In linea Elite: ritirato